# Young Guns (gruppo musicale)
Gli Young Guns sono un gruppo alternative rock/post-hardcore britannico formatosi nel 2005 a High Wycombe. Il 22 giugno 2009 hanno pubblicato il loro EP di debutto, Mirrors, e il loro primo album, All Our Kings Are Dead, il 12 luglio 2010. L'ottima accoglienza delle produzioni ha dato loro notorietà e la band ha intrapreso un tour in supporto ai Bon Jovi e ai Lostprophets. Hanno preso parte anche a moltissimi festival nel Regno Unito e in Europa, esperienza culminata con la partecipazione al Reading Festival, in cui hanno suonato con Guns N' Roses e Queens of the Stone Age.

## Storia

### MirrorseAll Our Kings Are Dead(2009-2011)
La band pubblicò l'EP Mirrors, contenente canzoni come Weight of the World" e Daughter of the Sea, il 22 giugno 2009, e nel luglio dello stesso anno intrapresero un proprio tour e supportarono i Lostprophets durante il loro tour nell'agosto successivo.
Il 12 luglio 2010 pubblicarono, sotto la propria etichetta "Live Forever", il loro album di debutto, All Our Kings Are Dead. Dopo la pubblicazione, l'album raggiunse la posizione numero 43 nella Official Albums Chart e la terza posizione sia nella Official Rock & Metal Chart che nella Official Independent Chart. L'album contiene versioni rimasterizzate delle tracce di Mirrors. Poco dopo la band pubblicò dei video per i singoli Winter Kiss, Sons of Apathy, Crystal Clear e Stitches.
Durante l'estate 2010 suonarono al Download Festival e aprirono il palco principale del Reading Festival. Questo periodo, fu preceduto da un tour di supporto al "Danko Jones & their own UK Tour" insieme ai The Swellers e i Japaese Voyeurs. Dal 15 febbraio 2011 supportarono gli All Time Low e gli Yellowcard in un tour europeo, terminato nel Regno Unito, in cui toccarono luoghi come la O2 Academy a Brixton. Il 10 luglio 2011 il loro album di debutto venne ripubblicato con il titolo All Our Kings Are Dead: Gold Edition. Questa versione contiene, in aggiunta al disco, un DVD con 3 sessioni acustiche, 3 video live, un documentario e i video dei 5 singoli.

### Bones(2012-2013)
La band cominciò a registrare un nuovo album ai Karma Sound Studios in Thailandia con il produttore Dan Weller, precedentemente chitarrista dei SickTh, nel luglio 2011, e mise dei video su YouTube, usandolo come blog, durante le registrazioni. Pubblicarono il primo singolo, intitolato Learn My Lesson, il 13 ottobre 2011. Apparve per la prima volta al Zane Lowe's Radio 1 Show e divenne disponibile su iTunes poco dopo.
Il 9 novembre 2011 annunciarono il titolo del loro secondo album: Bones. L'album venne pubblicato il 6 febbraio 2012. Contemporaneamente, annunciarono che avrebbero visitato numerose città del Regno Unito in un tour a supporto degli Enter Shikari. Nel dicembre 2011 pubblicarono un video per Brothers in Arms, disponibile solo per coloro che avevano pre-ordinato l'album. Il 31 dicembre 2011 il video venne pubblicato anche sul canale YouTube della band.
Bones venne pubblicato il 4 settembre 2012 negli Stati Uniti. La band passò una settimana a New York e suonò all'Apple Store a SoHo, trasmesso in streaming da UStream. MySpaceMusic mise in streaming l'intero album nella settimana di pubblicazione. Il 22 ottobre 2012 la band pubblicò il video per il singolo You Are Not.

### Il contratto con la Virgin eOnes and Zeroes(2014-2015)
Il 7 febbraio 2014 viene annunciato che il gruppo ha firmato un contratto con la Virgin/EMI e che è al lavoro sul suo terzo album con il produttore Dan the Automator.
L'8 agosto 2014 viene pubblicato il singolo I Want Out.
Il 5 febbraio 2015, tramite un videotrailer pubblicato su Facebbok, il gruppo annuncia la data di pubblicazione per il terzo album Ones and Zeroes, fissata per l'8 giugno 2015. Nello stesso giorno, il gruppo pubblica su YouTube l'audio del brano Speaking in Tongues.

### Echoes(2016-presente)
Nel febbraio 2016, il gruppo ha registrato un quarto album, prodotto da David Bendeth, agli House of Loud Studios di Elmwood Park, NJ.
Il 25 maggio 2016 il gruppo annuncia di aver terminato le registrazioni del quarto album, la cui uscita è prevista per agosto. inoltre, nel medesimo giorno, annuncia anche l'uscita dal gruppo del batterista Ben Jollife, sostituito da Chris Kamrada durante le registrazioni. Il 1º giugno successivo, il gruppo pubblica l'audio di Bulletproof, primo singolo estratto dall'album.
Il 22 giugno 2016 il gruppo annuncia che Echoes sarebbe stato pubblicato il 16 settembre 2016.

## Formazione

### Formazione attuale
- Gustav Wood – voce (2003-presente)
- Fraser Taylor – chitarra solista (2003-presente)
- John Taylor – chitarra ritmica (2007-presente)
- Simon Mitchell – basso (2008-presente)

### Ex componenti
- Joseph Winter – cori, tastiera, sintetizzatore (2003-2007)
- Tom Ford – chitarra ritmica (2004-2008)
- Alex Greenhill – batteria (2004-2007)
- Pete Little – batteria (2003-2004)
- Ben Jollife – batteria, cori (2007-2016)

## Discografia

### Album in studio
- 2010 – All Our Kings Are Dead
- 2012 – Bones
- 2015 – Ones and Zeroes
- 2016 – Echoes